# Francesco Terzio
Francesco Terzio (v. 1523, Bergame - 20 août 1591, Rome) est un peintre italien maniériste de la Renaissance tardive.

## Biographie
Francesco Terzio est actif à la cour de Ferdinand Ier du Saint-Empire puis de son fils Maximilien. Il arrive à Vienne (Autriche) en 1554 et à Prague en 1570 où on lui doit les dessins de la Fontaine chantante du Belvédère au Château de Prague, ainsi que des illustrations pour la Bible de Melantrich.

## Œuvres

Illustrations
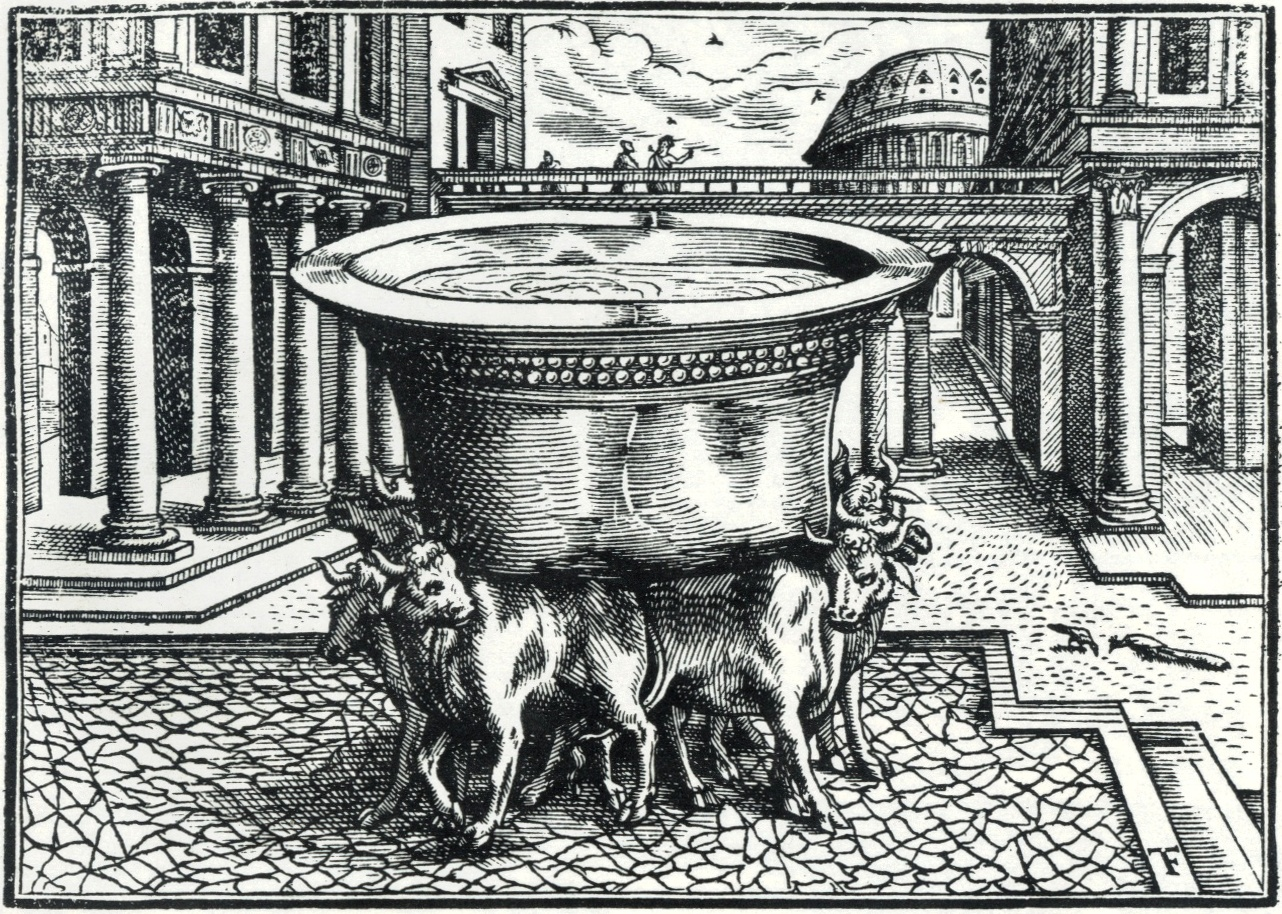
Temple de Salomon, illustration pour la Bible de Melantrich, 1570.